# Tianhe-2
Pour les articles homonymes, voir Tianhe.
Le Tianhe-2 (chinois simplifié : 天河二号 ; chinois traditionnel : 天河二號 ; pinyin : Tiānhé èrhào ; litt. « rivière céleste (bande laiteuse de la voie lactée) no 2 ») est un supercalculateur situé à Canton, province de Guandong, en Chine, à l'université nationale de technologie de défense (国防科技大学). Il est le successeur du Tianhe-IA, premier au classement du TOP500. C'est un assemblage de 32 000 processeurs Intel Ivy Bridge et de 48 000 Intel Xeon Phi pour un total de 3 120 000 cœurs.
Sa puissance atteignant les 33,86 pétaflops le classe premier au classement du TOP500 (juin 2013). Il conserve la première place du classement en novembre 2015, devant le second qui atteint 17 590 téraflops. Tianhe-2 a également produit des pics de 54 902,4 téraflops.
En 2016, le gouvernement chinois a décidé d'investir l'équivalent de 500 millions de dollars américains (ÉUA), dans le développement des processeurs Phytium Mars d'architecture ARMv8 et d'une nouvelle génération de processeurs ShenWei (ou Sunway) d'architecture inspirée du DEC Alpha, pour ce supercalculateur, à la suite de l'interdiction par le gouvernement des États-Unis d'exporter des processeurs Intel et AMD pour supercalculateur à destination de la république populaire de Chine. Le but initial était de doubler la capacité de TianHe-2 pour atteindre des pics de 100 TFlops. Il devrait finalement comporter en plus des processeur 32 000 Xeons initiaux, 32 000 ShenWei et 96 000 Phytium ce qui devrait porter sa puissance de calcul à 300 PFLOPS.